# 효도우미 0700
《효도우미 0700》은 1998년 5월 10일부터 2010년 8월 21일까지 방송된 교양 프로그램이다.

## 기획 의도
우리 주변에는 따뜻한 손길이 필요한 어르신들이 많습니다. 관심과 사랑으로 함께 해야 할 우리 모두의 할머니, 할아버지입니다. ‘효도우미 0700’은 가난과 외로움 속에서 고통 받고 계신 어르신들의 사연을 소개하고, ARS 성금 모금을 통해 시청자들의 사랑을 직접 전해 드립니다. 작은 손길들이 모여 이루는 큰 사랑은 시청자들이 함께 만들어 나가는 기적입니다.

## 주요내용
- 이천 원의 사랑을 모아... : 어렵게 생활하고 계신 어르신들의 삶을 통해 어떤 도움을 드려야 할지 함께 생각해봅니다. 시청자 여러분의 따뜻한 마음을 어르신들께 직접 전하기 위해 ARS 060-700-0700의 孝전화를 통해 후원금을 모금하고 있습니다.
- 후원 뒷이야기 : 극한 어려움에 시달리던 어르신들이 후원금을 통해 어떻게 변화된 생활을 하고 계신지, 그 후원 뒷이야기를 전해드립니다. 한결 밝아진 어르신들의 모습에서 따뜻한 세상을 느낄 수 있습니다.

## 방송 시간
| 방송 채널 | 방송 기간                          | 방송 시간                                 | 방송 분량  |
| --------- | ---------------------------------- | ----------------------------------------- | ---------- |
| EBS TV    | 1998년 5월 10일 ~ 1998년 8월 30일  | 매주 일요일 오전 10시 50분 ~ 11시 20분    | 30분       |
| EBS TV    | 1999년 3월 7일 ~ 1999년 8월 29일   | 매주 일요일 오전 10시 50분 ~ 11시 20분    | 30분       |
| EBS TV    | 1998년 9월 6일 ~ 1999년 2월 28일   | 매주 일요일 오전 10시 40분 ~ 11시 10분    | 30분       |
| EBS TV    | 1999년 9월 5일 ~ 2000년 2월 27일   | 매주 일요일 오전 10시 10분 ~ 10시 40분    | 30분       |
| EBS TV    | 2000년 3월 4일 ~ 2000년 9월 30일   | 매주 토요일 저녁 7시 20분 ~ 8시           | 40분       |
| EBS TV    | 2000년 10월 7일 ~ 2000년 11월 4일  | 매주 토요일 저녁 6시 30분 ~ 7시           | 30분       |
| EBS TV    | 2000년 11월 11일 ~ 2000년 12월 2일 | 매주 토요일 저녁 6시 20분 ~ 7시           | 40분       |
| EBS TV    | 2000년 12월 9일 ~ 2001년 3월 31일  | 매주 토요일 저녁 6시 10분 ~ 6시 50분      | 40분       |
| EBS TV    | 2001년 4월 7일 ~ 2002년 2월 23일   | 매주 토요일 저녁 5시 20분 ~ 6시           | 40분       |
| EBS TV    | 2002년 3월 2일 ~ 2002년 8월 24일   | 매주 토요일 저녁 6시 ~ 6시 30분           | 30분       |
| EBS TV    | 2002년 8월 31일 ~ 2003년 2월 22일  | 매주 토요일 저녁 6시 10분 ~ 7시 20분      | 1시간 10분 |
| EBS TV    | 2003년 3월 1일 ~ 2004년 2월 28일   | 매주 토요일 저녁 5시 40분 ~ 6시 30분      | 50분       |
| EBS TV    | 2004년 3월 6일 ~ 2004년 8월 28일   | 매주 토요일 저녁 5시 ~ 5시 40분           | 40분       |
| EBS TV    | 2004년 9월 11일 ~ 2005년 2월 26일  | 매주 토요일 저녁 6시 10분 ~ 7시           | 50분       |
| EBS TV    | 2005년 3월 5일 ~ 2005년 8월 27일   | 매주 토요일 저녁 6시 30분 ~ 7시 20분      | 50분       |
| EBS TV    | 2005년 9월 10일 ~ 2006년 2월 25일  | 매주 토요일 저녁 6시 50분 ~ 7시 40분      | 50분       |
| EBS TV    | 2006년 3월 4일 ~ 2006년 8월 26일   | 매주 토요일 저녁 5시 10분 ~ 6시           | 50분       |
| EBS TV    | 2007년 9월 1일 ~ 2008년 2월 23일   | 매주 토요일 저녁 5시 10분 ~ 6시           | 50분       |
| EBS TV    | 2009년 2월 28일 ~ 2010년 8월 21일  | 매주 토요일 저녁 5시 10분 ~ 6시           | 50분       |
| EBS TV    | 2006년 9월 2일 ~ 2007년 2월 24일   | 매주 토요일 저녁 5시 20분 ~ 6시 10분      | 50분       |
| EBS TV    | 2007년 3월 3일 ~ 2007년 8월 25일   | 매주 토요일 오후 4시 20분 ~ 저녁 5시 10분 | 50분       |
| EBS TV    | 2008년 3월 1일 ~ 2008년 8월 23일   | 매주 토요일 저녁 5시 ~ 5시 50분           | 50분       |
| EBS TV    | 2008년 8월 30일 ~ 2009년 2월 21일  | 매주 토요일 오후 4시 10분 ~ 저녁 5시      | 50분       |

## 진행
- 길용우, 설수진

## 리포터
- 추 천

## 같이 보기
관련 항목
- 나눔

방송 프로그램
- 사랑의 리퀘스트 (KBS 협력 제작국 제작)
- 희망풍경, 나눔 0700 (EBS 1TV)
- 세상에서 가장 아름다운 여행 (SBS TV)
- 서인의 심야다방 (MBC 표준FM)
- 기도의 오솔길, 오늘의 강론 (월~토요일), 명동연가 (주말) (cpbc FM)

## 프로그램 개편
- 2010년 EBS 가을 개편을 맞아 대상을 어린이, 장애인, 사회 취약계층 전체로 확대하여 《나눔 0700》 프로그램으로 개편하였다.[1]